# 1986 في اليابان
فيما يلي قوائم الأحداث التي وقعت خلال عام 1986 في اليابان.

## سياسة

### تعيين في المنصب
- 8 يوليو – ميكيو أوكي عضو مجلس المستشارين.
- 8 يوليو – هيروفومي ناكاسوني عضو مجلس المستشارين.

### انتهاء فترة المنصب
- 22 يوليو – تسوتومو هاتا وزير الزراعة.

## الأحداث
- 6 يناير: هطولات ثلجية قوية تضرب غربي اليابان حيث بلغ عمق الثلوج المتساقطة في كاغوشيما 20 سم.
- 26 يناير: انهيار ثلجي كبير يضرب منطقة ماسيغوتشي، جبل غونغن في محافظة نييغاتا. ووفقاً لمسؤول في وكالة النيران وإدارة الكوارث فقد أدى الانهيار إلى مصرع 13 شخص، بالإضافة إلى إصابة 9 آخرين.[1]
- 11 فبراير: حريق في فندق ببلدة هيغاشيزو الواقعة بمحافظة شيزوكا ما أدى إلى مقتل 24 شخص.
- 23 مارس: هطولات ثلجية قياسية في منطقة العاصمة طوكيو تتسبب باصصدام قطارات على خط سيبيه-شينجيكو.
- 6 يوليو: إجراء انتخابات متزامنة لمجلسيّ البرلمان الوطني.
- 22 يوليو: الإعلان عن حكومة ناكاسونه الثالثة.
- 6 سبتمبر: تاكاكو دوي تصبح رئيسة الحزب الاشتراكي الديمقراطي وهي أول امرأة تتولى زعامة حزب سياسي في تاريخ البلاد.
- 9 ديسمبر: إلقاء القبض على الممثل الياباني الشهير تاكيشي كيتانو لاقتحامهم مكاتب إحدى الصحف والاعتداء على الموظفين.[2]

## ظهور
- 1 يناير – فاميتسو

## أفلام
من الأفلام التي صدرت هذه السنة في اليابان:
- 1 يناير – جين الحافي 2
- 8 مارس – قبضة نجم الشمال : أسطورة المنقذ نهاية القرن من إخراج Toyoo Ashida [الإنجليزية]‏.

## برامج ومسلسلات وأنمي
- المحقق غادجيت

## كتب
من الكتب التي صدرت هذه السنة في اليابان:
- 1 يناير – فنان من العالم العائم من تأليف كازوو إيشيغورو.
- 1 يناير – لتر من الدموع من تأليف أيا كيتو.

## مواليد

### يناير
- 7 يناير – كيسوكي فونتاني لاعب كرة قدم ياباني.
- 8 يناير – ماريا أوزاوا
- 10 يناير – هيدياكي إكيماتسو لاعب كرة قدم ياباني.
- 12 يناير – ريوتا موراتا ملاكم ياباني.
- 12 يناير – يوتاكا تانايوي لاعب كرة قدم ياباني.
- 13 يناير – ريوهيإي نيوا لاعب كرة قدم ياباني.
- 16 يناير – دايكي نيوا لاعب كرة قدم ياباني.
- 18 يناير – يوسكي شيراي
- 23 يناير – يوكي كاوامورا
- 25 يناير – إيلي أكيرا ممثلة يابانية.
- 25 يناير – تاكويا تاكي لاعب كرة قدم ياباني.
- 30 يناير – أسامي شيمودا
- 31 يناير – ميتسكي إيتشيهارا لاعب كرة قدم ياباني.

### فبراير
- 3 فبراير – يوسوكي تاناكا لاعب كرة قدم ياباني.
- 5 فبراير – كازوهيكو شينغوج لاعب كرة قدم ياباني.
- 8 فبراير – دايسين ماكيموتو لاعب كرة قدم ياباني.
- 10 فبراير – يويا ساتو لاعب كرة قدم ياباني.
- 15 فبراير – أمي كوشيميزو
- 19 فبراير – هيروكي بانداي لاعب كرة قدم ياباني.
- 20 فبراير – ريوسكي سينو لاعب كرة قدم ياباني.
- 21 فبراير – يويداي لواما لاعب كرة قدم ياباني.
- 22 فبراير – توشيهيرو أوياما لاعب كرة قدم ياباني.
- 23 فبراير – كاميناشي كازويا مغني ياباني.
- 26 فبراير – ريوسوكي كاواإنابا لاعب كرة قدم ياباني.
- 28 فبراير – يوكو سانبيه مؤدّية صوت يابانية.

### مارس
- 6 مارس – يوغو إيياما لاعب كرة قدم ياباني.
- 8 مارس – تسوجوكو أميرة تاكامادو
- 9 مارس – كينتارو سيكي لاعب كرة قدم ياباني.
- 13 مارس – كادزماسا يويساتو لاعب كرة قدم ياباني.
- 13 مارس – نوبونا نيشيدا لاعب كرة قدم ياباني.
- 16 مارس – كوهي توكيتا لاعب كرة قدم ياباني.
- 17 مارس – هيرويوكي تاكاساكي لاعب كرة قدم ياباني.
- 19 مارس – كوسوكه يوشي لاعب كرة قدم ياباني.
- 21 مارس – تاكاهيرو كانيميتسو لاعب كرة قدم ياباني.
- 30 مارس – بيني

### أبريل
- 2 أبريل – كوتا فوجيموتو لاعب كرة قدم ياباني.
- 2 أبريل – كينغو إيشي لاعب كرة قدم ياباني.
- 4 أبريل – كازويا ميودو لاعب كرة قدم ياباني.
- 4 أبريل – ماساكي ميورا لاعب كرة قدم ياباني.
- 5 أبريل – يوسيإي كودو لاعب كرة قدم ياباني.
- 6 أبريل – ريوتا موريواركي لاعب كرة قدم ياباني.
- 6 أبريل – شونسوكي أويوما لاعب كرة قدم ياباني.
- 8 أبريل – إريكا سواجيري ممثلة يابانية.
- 8 أبريل – إيهإجيرو موري لاعب كرة قدم ياباني.
- 8 أبريل – ريو تادوكورو لاعب كرة قدم ياباني.
- 10 أبريل – يوهي ساكاي لاعب كرة قدم ياباني.
- 13 أبريل – تاكاشي أمانو لاعب كرة قدم ياباني.
- 14 أبريل – يوجي ماكيأورا لاعب كرة قدم ياباني.
- 14 أبريل – يوسوكي تاناكا لاعب كرة قدم ياباني.
- 14 أبريل – يويا ناكامورا لاعب كرة قدم ياباني.
- 15 أبريل – كوهي ياماموتو لاعب كرة قدم ياباني.
- 16 أبريل – شينجي أوكازاكي لاعب كرة قدم ياباني.
- 16 أبريل – هيساشي وجوغو لاعب كرة قدم ياباني.
- 17 أبريل – شونسوكي فوكودا لاعب كرة قدم ياباني.
- 17 أبريل – ماسايتو أوكوب لاعب كرة قدم ياباني.
- 18 أبريل – تاكوما ناكايوشي لاعب كرة قدم ياباني.
- 18 أبريل – تويوكي هاسيغاوا لاعب كرة قدم ياباني.
- 18 أبريل – كيسوكي تاكيكاوا لاعب كرة قدم ياباني.
- 18 أبريل – يوكي كويكي لاعب كرة قدم ياباني.
- 19 أبريل – يويداي نيشيكاوا لاعب كرة قدم ياباني.
- 20 أبريل – يوجي أوي لاعب كرة قدم ياباني.
- 20 أبريل – يويا يوشيزاوا لاعب كرة قدم ياباني.
- 21 أبريل – يوسوكي كاوابوتشي لاعب كرة قدم ياباني.
- 22 أبريل – كوجي هاشيموتو لاعب كرة قدم ياباني.
- 27 أبريل – ياسوتاكا نوموتو لاعب كرة قدم ياباني.
- 28 أبريل – تاكاشي فوجي لاعب كرة قدم ياباني.
- 28 أبريل – هيروتسوج ناكاباياشي لاعب كرة قدم ياباني.

### مايو
- 1 مايو – ريو نوريشي لاعب كرة قدم ياباني.
- 2 مايو – كينتا كانو لاعب كرة قدم ياباني.
- 2 مايو – يوشينوبو ماتسوكا لاعب كرة قدم ياباني.
- 5 مايو – يوكي فوجيموتو لاعب كرة قدم ياباني.
- 5 مايو – يويداي سوا لاعب كرة قدم ياباني.
- 6 مايو – توموهيرو تسودا لاعب كرة قدم ياباني.
- 7 مايو – يوسوكي سودو لاعب كرة قدم ياباني.
- 8 مايو – ساتومي ساتو
- 8 مايو – ماساتو فوجيتا لاعب كرة قدم ياباني.
- 9 مايو – كوتا يويدا لاعب كرة قدم ياباني.
- 11 مايو – شون موريشيتا لاعب كرة قدم ياباني.
- 12 مايو – ماساكي هيغاشيغوتشي لاعب كرة قدم ياباني.
- 16 مايو – كينتا يوشيكاوا لاعب كرة قدم ياباني.
- 17 مايو – يوشينوبو هارادا لاعب كرة قدم ياباني.
- 18 مايو – يو كيجيما لاعب كرة قدم ياباني.
- 23 مايو – ياسوهيرو هيراوكا لاعب كرة قدم ياباني.
- 26 مايو – جينتا ماتسوؤو لاعب كرة قدم ياباني.
- 27 مايو – تاكافومي أكاشي لاعب كرة قدم ياباني.
- 27 مايو – دايسوكي يوشيرو لاعب كرة قدم ياباني.
- 29 مايو – كونيهيرو ياماشيتا لاعب كرة قدم ياباني.
- 31 مايو – كازوما إيكارينو لاعب كرة قدم ياباني.

### يونيو
- 1 يونيو – هيروكي إيكورا لاعب كرة قدم ياباني.
- 7 يونيو – هيرونوري تاكي لاعب كرة قدم ياباني.
- 9 يونيو – شونسوكي مايدا لاعب كرة قدم ياباني.
- 10 يونيو – هاجيمي هوسوغاي لاعب كرة قدم ياباني.
- 13 يونيو – أكيهيرو ليناغا لاعب كرة قدم ياباني.
- 13 يونيو – كيسوكي هوندا لاعب كرة قدم ياباني.
- 14 يونيو – كشي أوكوبو لاعب كرة قدم ياباني.
- 16 يونيو – كين توكورا لاعب كرة قدم ياباني.
- 18 يونيو – شوساكو نيشيكاوا لاعب كرة قدم ياباني.
- 20 يونيو – شينغو توميتا لاعب كرة قدم ياباني.
- 22 يونيو – تاكويا ياماموتو لاعب كرة قدم ياباني.
- 24 يونيو – ريوتا نوغوتشي لاعب كرة قدم ياباني.
- 24 يونيو – ناوكي حتا لاعب كرة قدم ياباني.
- 24 يونيو – هيرواكي أندو لاعب كرة قدم ياباني.
- 24 يونيو – يوتو تاكاوكا لاعب كرة قدم ياباني.
- 25 يونيو – هيديا تاناكا لاعب كرة قدم ياباني.
- 26 يونيو – آية ماتسورا
- 28 يونيو – سوزوكو ميموري

### يوليو
- 3 يوليو – كيسينوساتو يوتاكا مصارع سومو ياباني.
- 4 يوليو – ماسودا تاكاهيسا
- 11 يوليو – كيسوكي موريا لاعب كرة قدم ياباني.
- 11 يوليو – هيروتاك هاجيوارا لاعب كرة قدم ياباني.
- 12 يوليو – يوكي كوتيرا لاعب كرة قدم ياباني.
- 18 يوليو – ناوكي أوياما لاعب كرة قدم ياباني.
- 18 يوليو – هيتومي تاناكا
- 20 يوليو – كاناي أوكي
- 23 يوليو – أيا أوتشيدا
- 26 يوليو – شوجو يوشيزاوا لاعب كرة قدم ياباني.
- 31 يوليو – شينزو كوروكي لاعب كرة قدم ياباني.
- 31 يوليو – هيروكي كاتو لاعب كرة قدم ياباني.

### أغسطس
- 2 أغسطس – ريوتا أوساكا مؤدّي صوت ياباني.
- 2 أغسطس – يوجيرو تاكاهاغي لاعب كرة قدم ياباني.
- 5 أغسطس – كويا سايتو لاعب كرة قدم ياباني.
- 7 أغسطس – واتارو إينوي لاعب كرة قدم ياباني.
- 8 أغسطس – شوتارو دإي لاعب كرة قدم ياباني.
- 10 أغسطس – كازوما واتانابي لاعب كرة قدم ياباني.
- 10 أغسطس – كينتارو سوزوكا لاعب كرة قدم ياباني.
- 11 أغسطس – تاكوما إيتو لاعب كرة قدم ياباني.
- 13 أغسطس – تسوباسا أويا لاعب كرة قدم ياباني.
- 14 أغسطس – ماساكي هيمي لاعب كرة قدم ياباني.
- 16 أغسطس – يو درويش لاعب كرة قاعدة ياباني.
- 17 أغسطس – كوجي نودا لاعب كرة قدم ياباني.
- 19 أغسطس – كيمورا ساأوري
- 19 أغسطس – يوسوكي كوندو لاعب كرة قدم ياباني.
- 24 أغسطس – تاكاشي نيشيهارا لاعب كرة قدم ياباني.
- 25 أغسطس – ريو غوتو لاعب كرة قدم ياباني.
- 26 أغسطس – كازوما شينا لاعب كرة قدم ياباني.
- 29 أغسطس – شينجي سوزوكي لاعب كرة قدم ياباني.
- 29 أغسطس – هاجيمي إيساياما مانغاكا ياباني.
- 30 أغسطس – أكيهيرو ساتو لاعب كرة قدم ياباني.
- 30 أغسطس – كينتا تاننو لاعب كرة قدم ياباني.

### سبتمبر
- 1 سبتمبر – كازوهيتو واتانابي لاعب كرة قدم ياباني.
- 2 سبتمبر – مانا ناكاأو لاعب كرة قدم ياباني.
- 3 سبتمبر – كينجي سوزوكي لاعب كرة قدم ياباني.
- 8 سبتمبر – ريوهيإي هاياشي لاعب كرة قدم ياباني.
- 8 سبتمبر – كييتا غوتو لاعب كرة قدم ياباني.
- 11 سبتمبر – توموياسو ناإيتو لاعب كرة قدم ياباني.
- 11 سبتمبر – شون نوجاتو لاعب كرة قدم ياباني.
- 12 سبتمبر – يوتو ناغاتومو لاعب كرة قدم ياباني.
- 13 سبتمبر – كاموي كوباياشي سائق سيارة سباق ياباني.
- 14 سبتمبر – آي تاكاهاشي
- 14 سبتمبر – إيسيإي تاكاياناغي لاعب كرة قدم ياباني.
- 14 سبتمبر – جو نيشيد لاعب كرة قدم ياباني.
- 14 سبتمبر – واتارو هاشيموتو لاعب كرة قدم ياباني.
- 17 سبتمبر – يوشيتسوغو ماتسوؤكا مؤدّي صوت ياباني.
- 18 سبتمبر – كيوهي هوريكاوا لاعب كرة قدم ياباني.
- 19 سبتمبر – تاتسويا أوكاموتو لاعب كرة قدم ياباني.
- 22 سبتمبر – ريوهي كامو لاعب كرة قدم ياباني.
- 22 سبتمبر – سايوري ياهاغي مؤدّية صوت يابانية.
- 24 سبتمبر – كيسوكي إيواشيتا لاعب كرة قدم ياباني.
- 25 سبتمبر – ماساتو ساكوراي لاعب كرة قدم ياباني.
- 26 سبتمبر – كوسوكي ماتسودا لاعب كرة قدم ياباني.
- 29 سبتمبر – شينيا أوهارا لاعب كرة قدم ياباني.
- 30 سبتمبر – تاكاهيرو نيشيجيما
- 30 سبتمبر – يوتا ساميان لاعب كرة قدم ياباني.

### أكتوبر
- 1 أكتوبر – ساياكا كاندا
- 4 أكتوبر – يوتاكا بابا لاعب كرة قدم ياباني.
- 5 أكتوبر – مانابو واتانابي لاعب كرة قدم ياباني.
- 6 أكتوبر – هيرويوكي سوغيموتو لاعب كرة قدم ياباني.
- 6 أكتوبر – يوسوكي ناكامورا لاعب كرة قدم ياباني.
- 7 أكتوبر – كازوكي ياماغوتشي لاعب كرة قدم ياباني.
- 13 أكتوبر – كازوكي ساميان لاعب كرة قدم ياباني.
- 15 أكتوبر – دايسوكي فوجي لاعب كرة قدم ياباني.
- 17 أكتوبر – يوشيكي هيراكي لاعب كرة قدم ياباني.
- 20 أكتوبر – كي إيكيدا لاعب كرة قدم ياباني.
- 20 أكتوبر – هيروكازو هاسيغاوا لاعب كرة قدم ياباني.
- 22 أكتوبر – أكيهيرو ساتو لاعب كرة قدم ياباني.
- 22 أكتوبر – توشيكي سوزوكي لاعب كرة قدم ياباني.
- 24 أكتوبر – نوبوهيكو أوكاموتو
- 25 أكتوبر – ريوكو فودا لاعبة كرة مضرب يابانية.
- 28 أكتوبر – أكي تويوساكي
- 29 أكتوبر – وان مانغاكا ياباني.
- 31 أكتوبر – كازوهيتو إساكي لاعب كرة قدم ياباني.

### نوفمبر
- 4 نوفمبر – تيتسوجي كوندو لاعب كرة قدم ياباني.
- 4 نوفمبر – كيسوكي سيكيجوتشي لاعب كرة قدم ياباني.
- 4 نوفمبر – نوبوهيتو أندو لاعب كرة قدم ياباني.
- 13 نوفمبر – شو أوتا لاعب كرة قدم ياباني.
- 14 نوفمبر – كينتا يامافوجي لاعب كرة قدم ياباني.
- 15 نوفمبر – كازوما إيريهنا لاعب كرة قدم ياباني.
- 16 نوفمبر – تاكوما يتامورا لاعب كرة قدم ياباني.
- 17 نوفمبر – كوكي كاميدا ملاكم ياباني.
- 18 نوفمبر – يوكي شيمادا لاعب كرة قدم ياباني.
- 21 نوفمبر – توموهيكو ميازاكي لاعب كرة قدم ياباني.
- 21 نوفمبر – دايتشي كاواشيما لاعب كرة قدم ياباني.
- 25 نوفمبر – تاتسورو نودا لاعب كرة قدم ياباني.
- 26 نوفمبر – كاناي إيتو
- 27 نوفمبر – شينجي تويوهارا لاعب كرة قدم ياباني.
- 28 نوفمبر – تسويوشي شينتسو لاعب كرة قدم ياباني.
- 28 نوفمبر – كويتشي ساتو لاعب كرة قدم ياباني.
- 29 نوفمبر – جو ناكامورا لاعب كرة قدم ياباني.

### ديسمبر
- 1 ديسمبر – ريويتشي تاجوشي ملاكم ياباني.
- 2 ديسمبر – ماساكي واتانابي لاعب كرة قدم ياباني.
- 3 ديسمبر – آكيو يوشيدا لاعب كرة قدم ياباني.
- 4 ديسمبر – أكيهيتو كوسونوسي لاعب كرة قدم ياباني.
- 4 ديسمبر – كوداي واتانابي لاعب كرة قدم ياباني.
- 6 ديسمبر – تاكاهيرو أوهارا لاعب كرة قدم ياباني.
- 6 ديسمبر – شينيتشيرو كواتا لاعب كرة قدم ياباني.
- 13 ديسمبر – تسوباسا واتابي لاعب كرة قدم ياباني.
- 13 ديسمبر – هيرومي إغاراشي مؤدّية صوت يابانية.
- 22 ديسمبر – توشيتاكا تسورومي لاعب كرة قدم ياباني.
- 24 ديسمبر – ريو موري
- 24 ديسمبر – ساتومي إيشيهارا ممثلة يابانية.
- 25 ديسمبر – أيا سوزاكي مؤدّية صوت يابانية.
- 25 ديسمبر – يوريكا سما لاعبة كرة مضرب يابانية.
- 26 ديسمبر – يوتا ميكادو لاعب كرة قدم ياباني.
- 28 ديسمبر – ريوتا تاكاهاشي لاعب كرة قدم ياباني.
- 29 ديسمبر – ماساهيرو ناسوكاوا لاعب كرة قدم ياباني.

## وفيات

### أبريل
- 8 أبريل – يوكيكو أوكادا (مواليد 1967)

### مايو
- 22 مايو – هيروشي إيواي (مواليد 1931) طبيب نفسي ياباني.

### يوليو
- 31 يوليو – تشيونه سوغيهارا (مواليد 1900) دبلوماسي ياباني.